# トビー・イマダ
トビー・イマダ（Toby Imada、1978年7月16日 - ）は、アメリカ合衆国の男性総合格闘家。カリフォルニア州ロサンゼルス出身。ビクトリーMMA所属。柔道黒帯。

## 来歴
柔道とブラジリアン柔術の格闘技経験を持つ。
1998年3月、アブダビコンバット無差別級1回戦でヒカルド・モラエスと対戦し、敗退した。
1998年8月2日、プロ総合格闘技デビュー。
2000年4月15日、初参戦となったKing of the Cageでジョー・スティーブンソンと対戦し、判定負け。
2009年4月3日、Bellatorシーズン1のライト級トーナメントでアロンゾ・マルチネスと対戦し、チョークスリーパーで一本勝ち。5月1日、準決勝でホルヘ・マスヴィダルと対戦し、リフトアップされ背中に乗ったまま三角絞めで失神させ一本勝ち。6月19日、決勝でエディ・アルバレスと対戦し、チョークスリーパーで一本負け。準優勝となった。
2010年1月30日、King of the Cage in 沖縄 2010 登竜門で花澤大介13と対戦し、右ストレートでKO勝ち。
2010年4月15日、Bellatorシーズン2のライト級トーナメント1回戦でジェームス・クラウスと対戦し、腕ひしぎ十字固めで一本勝ち。5月6日、準決勝でケーリー・ヴァニアーと対戦し、腕ひしぎ十字固めで一本勝ち。6月10日、決勝でパット・カランと対戦し、1-2の判定負け。2シーズン連続の準優勝となった。
2010年11月23日、SHOOT BOXING WORLD TOURNAMENT S-cup 2010でシュートボクシング初参戦。1回戦で梅野孝明にKO勝ちすると、準決勝ではS-cup連覇を目指していたアンディ・サワーに2-1の判定勝ち。決勝ではブアカーオ・ポー.プラムックにローキックで計5度のダウンを奪われTKO負けを喫し準優勝となった。出場予定であったチャールズ・"クレイジー・ホース"・ベネットが来日不可能となったための緊急参戦となった。
2011年6月5日、「東日本大震災復興チャリティーイベント SHOOT BOXING 2011 act.3 -SB169-」で、SB東洋太平洋ウェルター級王者宍戸大樹と対戦し、3-0の判定勝ちを収めた。

## 戦績

### 総合格闘技
| 総合格闘技 戦績 | 総合格闘技 戦績 | 総合格闘技 戦績 | 総合格闘技 戦績 | 総合格闘技 戦績 | 総合格闘技 戦績 | 総合格闘技 戦績 |
| --------------- | --------------- | --------------- | --------------- | --------------- | --------------- | --------------- |
| 49 試合         | (T)KO           | 一本            | 判定            | その他          | 引き分け        | 無効試合        |
| 30 勝           | 9               | 19              | 2               | 0               | 1               | 0               |
| 18 敗           | 4               | 6               | 8               | 0               | 1               | 0               |

| 勝敗 | 対戦相手                       | 試合結果                     | 大会名                                                | 開催年月日     |
| △    | 高谷裕之                       | 5分3R終了 判定0-1            | 〜SHOOT BOXING BATTLE SUMMIT〜 GROUND ZERO TOKYO 2013 | 2013年11月16日 |
| ×    | ジェームス・クラウス           | 5分3R終了 判定0-3            | RFA 6: Krause vs. Imada 2                             | 2013年1月18日  |
| ×    | ルイス・フィルミーノ           | 5分3R終了 判定0-3            | CFA 8: Araujo vs. Bradley                             | 2012年10月6日  |
| ○    | ショーン・ウィルソン           | 1R 1:19 腕ひしぎ十字固め     | C3 Fights: Rumble at Red Rock                         | 2012年8月18日  |
| ×    | パトリッキー・フレイレ         | 1R 2:53 KO（左フック）       | Bellator 39 【ライト級トーナメント 準決勝】           | 2011年4月2日   |
| ○    | ジョシュ・ショックレー         | 1R 1:19 腕ひしぎ十字固め     | Bellator 36 【ライト級トーナメント 準々決勝】         | 2011年3月12日  |
| ○    | ラディック・サラサール         | 2R 1:49 腕ひしぎ十字固め     | FiteNite 14                                           | 2010年11月8日  |
| ×    | パット・カラン                 | 5分3R終了 判定1-2            | Bellator 21 【ライト級トーナメント 決勝】             | 2010年6月10日  |
| ○    | ケーリー・ヴァニアー           | 2R 3:33 腕ひしぎ十字固め     | Bellator 17 【ライト級トーナメント 準決勝】           | 2010年5月6日   |
| ○    | ジェームス・クラウス           | 2R 2:44 腕ひしぎ十字固め     | Bellator 14 【ライト級トーナメント 1回戦】            | 2010年4月15日  |
| ○    | 花澤大介13                     | 2R 0:29 KO（右ストレート）   | King of the Cage in 沖縄 2010 登竜門                  | 2010年1月30日  |
| ×    | エディ・アルバレス             | 2R 0:38 チョークスリーパー   | Bellator XII 【ライト級トーナメント 決勝】            | 2009年6月19日  |
| ○    | ホルヘ・マスヴィダル           | 3R 3:22 三角絞め             | Bellator V 【ライト級トーナメント 準決勝】            | 2009年5月1日   |
| ○    | アロンゾ・マルチネス           | 1R 3:26 チョークスリーパー   | Bellator I 【ライト級トーナメント 1回戦】             | 2009年4月3日   |
| ○    | ジェイソン・ミーダーズ         | 1R TKO（タオル投入）         | Unleashed Fight                                       | 2008年10月11日 |
| ○    | シャド・スミス                 | 1R 2:25 TKO                  | Total Combat: Nevada 【TCライト級タイトルマッチ】     | 2008年5月10日  |
| ○    | プレストン・シャーフ           | 1R 4:29 ギブアップ（打撃）   | Total Combat 26 【TCライト級タイトルマッチ】          | 2008年2月16日  |
| ○    | デイビッド・ガードナー         | 2R チョークスリーパー        | Total Combat 22 【TCライト級王座決定戦】              | 2007年8月3日   |
| ○    | ザック・ライト                 | 1R 2:35 腕ひしぎ十字固め     | Total Combat 21                                       | 2007年6月8日   |
| ○    | ランディ・ベラルデ             | 2R 2:23 腕ひしぎ十字固め     | KOTC: Caged Chaos                                     | 2007年3月10日  |
| ×    | ジョアン・クーニャ             | 2R 2:30 腕ひしぎ十字固め     | Cage of Fire 5                                        | 2007年1月27日  |
| ○    | ブランドン・アダムソン         | 1R 3:00 TKO                  | Total Combat 18: Nightmare                            | 2006年11月4日  |
| ○    | Danny Affleje                  | 1R KO                        | Total Combat 17: Proving Ground                       | 2006年10月21日 |
| ×    | 加藤鉄史                       | 1R 0:13 TKO（パンチ）        | Fury Full Contact Fighting 6: Undisputed              | 2006年6月21日  |
| ×    | エルメス・フランカ             | 1R 0:53 腕ひしぎ十字固め     | Total Combat 14: Throwdown                            | 2006年5月13日  |
| ○    | アクバル・アレオラ             | 5分3R終了 判定3-0            | Total Combat 12                                       | 2005年12月17日 |
| ○    | ジェレマイア・カーソン         | TKO                          | Total Combat 11                                       | 2005年12月10日 |
| ×    | ジェイク・シールズ             | 3R終了 判定                  | Kage Kombat                                           | 2005年11月12日 |
| ○    | ティム・キャリー               | 1R 2:25 チョークスリーパー   | Total Combat 10                                       | 2005年10月15日 |
| ○    | アクバル・アレオラ             | 2R TKO（タオル投入）         | Total Combat 9                                        | 2005年7月30日  |
| ×    | カシオ・ウィーネック           | 2R 2:54 三角絞め             | WEC 15: Judgment Day                                  | 2005年5月19日  |
| ×    | アントニオ・マッキー           | 5分2R終了 判定               | Ultimate Cage Fighting 1                              | 2002年5月9日   |
| ×    | ジェイソン・"メイヘム"・ミラー | 5分2R終了 判定               | Xtreme Pankration 2                                   | 2002年4月12日  |
| ×    | デニス・アッシュ               | 2R 3:42 三角絞め             | IFC Warriors Challenge 12                             | 2001年4月11日  |
| ×    | ジョー・スティーブンソン       | 5分2R終了 判定               | KOTC 3: Knockout Nightmare                            | 2000年4月15日  |
| ○    | ショーン・マッキャン           | 1R 2:51 腕ひしぎ十字固め     | IFC Warriors Challenge 6                              | 2000年3月25日  |
| ×    | デイブ・ストラッサー           | 1R 腕ひしぎ十字固め          | Neutral Grounds 13 【決勝】                           | 1999年11月20日 |
| ○    | デビッド・ハリス               | 判定                         | Neutral Grounds 13 【1回戦】                          | 1999年11月20日 |
| ○    | ブレナン・カマカ               | 1R 6:00 腕ひしぎ十字固め     | Rage in the Cage 2: Marching of the Warriors          | 1999年10月15日 |
| ○    | ケン・トナリア                 | 腕ひしぎ十字固め             | Ready to Rumble: Let's Get Ready to Rumble            | 1999年10月13日 |
| ×    | エイドリアン・セラーノ         | 2R 5:00 TKO（タオル投入）    | Extreme Challenge 27                                  | 1999年8月21日  |
| ○    | ジェイソン・フォン・フルー     | 2R 5:08 腕ひしぎ十字固め     | IFC Warriors Challenge 4                              | 1999年8月7日   |
| ○    | チアゴ・フリータス             | ヒールホールド               | Neutral Grounds 12                                    | 1999年5月28日  |
| ○    | ケン・ケレンバーガー           | 1R 0:45 チョークスリーパー   | Neutral Grounds 9                                     | 1999年1月10日  |
| ×    | ジェイソン・ダラス             | 1R TKO（レフェリーストップ） | Neutral Grounds 6 【決勝】                            | 1998年8月2日   |
| ○    | リー・コックス                 | 腕ひしぎ十字固め             | Neutral Grounds 6 【1回戦】                           | 1998年8月2日   |

### シュートボクシング
| キックボクシング 戦績 | キックボクシング 戦績 | キックボクシング 戦績 | キックボクシング 戦績 | キックボクシング 戦績 | キックボクシング 戦績 | キックボクシング 戦績 |
| --------------------- | --------------------- | --------------------- | --------------------- | --------------------- | --------------------- | --------------------- |
| 6 試合                | (T)KO                 | 判定                  | その他                | 引き分け              | 無効試合              |                       |
| 3 勝                  | 1                     | 2                     | 0                     | 0                     | 0                     |                       |
| 3 敗                  | 1                     | 2                     | 0                     | 0                     | 0                     |                       |

| 勝敗 | 対戦相手                    | 試合結果                                   | 大会名                                                               | 開催年月日     |
| ×    | アンディ・サワー            | 3R終了 判定0-3                             | SHOOT THE SHOOTO 2011                                                | 2011年11月6日  |
| ×    | ボーウィー･ソーウドムソン   | 3R終了 判定0-3                             | 東日本大震災復興チャリティーイベント SHOOT BOXING 2011 act.4 -SB172- | 2011年9月10日  |
| ○    | 宍戸大樹                    | 3R終了 判定3-0                             | 東日本大震災復興チャリティーイベント SHOOT BOXING 2011 act.3 -SB169- | 2011年6月5日   |
| ×    | ブアカーオ・ポー.プラムック | 2R 2:29 TKO（3ノックダウン：右ローキック） | SHOOT BOXING WORLD TOURNAMENT S-cup 2010 【決勝】                    | 2010年11月23日 |
| ○    | アンディ・サワー            | 3R終了 判定2-1                             | SHOOT BOXING WORLD TOURNAMENT S-cup 2010 【準決勝】                  | 2010年11月23日 |
| ○    | 梅野孝明                    | 3R 3:00 KO（右アッパー）                   | SHOOT BOXING WORLD TOURNAMENT S-cup 2010 【1回戦】                   | 2010年11月23日 |

## 獲得タイトル
- Total Combatライト級王座（2007年）

## 表彰
- SHERDOG サブミッション・オブ・ザ・イヤー（2009年）
- HDNet サブミッション・オブ・ザ・イヤー（2009年）

## 入場テーマ曲
- Never Gonna Stop（ロブ・ゾンビ） - S-cup 2010で使用。